# Вертхаймер, Пьер
Пьер Вертхаймер (8 января 1888 — 24 апреля 1965) — французский бизнесмен, сооснователь модного дома Chanel.

## Семейный бизнес
Отец Пьера Вертхаймера, Эрнест, эмигрировал из Эльзаса в Париж в 1870 году. В Париже старший Вертхаймер проявил интерес к театральному гриму компании Буржуа. Компанией Буржуа разработаны первые сухие румяна. К 1920 году она стала одной из крупнейших и самой успешной косметической компанией во Франции. Не ограничивалась Европейским континентом, была международным предприятием с корпоративными холдингами в Америке. Их заведения в Рочестере, Нью-Йорке изготавливали и распространяли Helena Rubinstein - линию кремов для лица. . Поддерживая Буржуа как семейный бизнес Пьер Вертхаймер и его брат Пауль взяли на себя руководство компанией в 1917 году.

## «Шанель Парфам»
В 1924 году Коко Шанель заключила договор с Вертхаймерами по созданию юридического лица, «Шанель Парфам».
Шанель считала, что настало время увеличения продаж её аромата Шанель № 5. С момента своего появления они были доступны только как эксклюзивное предложение для элитных клиентов в её бутике. Сознавая опыт Вертгеймеров в торговле, их знакомство с американским рынком, а также ресурсы капитала, Шанель предвидела успешный союз с ними. Теофиль Бадер, основатель Парижского универмага «Галери Лафайет», сыграл важную роль в организации бизнес-сотрудничества Пьера Вертхаймера и Шанель. Бадер был заинтересован в открытии продаж Шанель № 5 в Галерее Лафайет, для представления аромата широкой публике.
За семьдесят процентов акций компании, Вертхаймеры согласились предоставить полное финансирование производства, маркетинг и дистрибуцию Шанель № 5. Теофилю Бадеру было дано двадцать процентов. За десять процентов акций Шанель лицензировала своё имя для "Шанель Парфам" и сняла с себя участие во всех деловых операциях. В конечном счёте недовольная распределением, Шанель потратила более двадцати лет, чтобы получить полный контроль над «Шанель Парфам». В 1935 году, Шанель возбудила иск против Вертхаймеров, который оказался неудачным.
Вторая мировая война принесла с собой нацистский захват всего еврейского имущества и бизнеса, обеспечило Шанель возможность получить полный контроль над «Шанель Парфам» и наиболее прибыльным продуктом, Шанель № 5. Вертхаймеры были евреями, и в мае 1941 года, Шанель ходатайствовала у немецких чиновников легализацию её права на единоличное владение. Шанель не знала, что Вертхаймеры, предвидя предстоящие нацистские действия против евреев предприняли шаги для защиты своих интересов. До бегства из Франции в Нью-Йорк в 1940 году, он юридически передали контроль над «Шанель Парфам» христианину, французскому бизнесмену и промышленнику Феликсу Амио. В конце войны, Амио передал «Шанель Парфам» назад Вертхаймерам.

## Брак
В октябре 1910, Пьер Вертхаймер женился на Жермен Ревеле, дочери биржевика и члена семьи инвестиционных банкиров Лазард .

## Чистокровные скачки
Пьер Вертхаймер был также ведущим владельцем скаковых лошадей. В 1949 году он нанял тогда 24-летнего Алека Хеда ,тренировать своих лошадей. Вертхаймеры до сих пор продолжают лидировать в гонках. Лошади Вертхаймера выиграли множество важных гонок во Франции и Великобритании. Среди заметных лошадей он был владельцем Epinard, называемого легендой  французских гонок.
выборочные победы:
- 1000 Гиней: (1935)
- Ставки короля Георга VI и королевы Елизаветы : Вими (1955)
- Эпсом Дерби: Лавандин (1956)
- Гран-при-де-ла-Форе: Epinard (1922), Лилипут (1956)
- д’Astarté: Эледа (1934), Джанет (1956)
- Премии Мориса де Gheest: «Сонни-бой» (1933), Джанет (1956), Карлик (1957), Томагавк (1959)

После его смерти, его вдова стала владелицей выдающихся лошадей, таких как Речника и Лифар.
- Гран-при-де-ла-Форе:Демократия (1969), Лифар (1972)
- Гран-при дю жокей клуб: Рой Лир (1973)
- Безумно д’Эссаи де Poulains: Сплавщик (1972)
- При д’Ispahan: Сплавщик (1972)
- Гран-При Жак Ле Маруа: Лифар (1972)

Гоночная конюшня и дом Шанель были унаследованы его сыном Жаком Вертхаймером, который продолжал быть ведущим во французской гонке и который расширил дом Chanel. После смерти Жака, дело перешло к его сыновьям, Жерару и Ален Вертхаймеры.